# David Ford
David Ford (Sheffield, 2 marzo 1945) è un ex calciatore inglese, di ruolo centrocampista.

## Caratteristiche tecniche
Era un'ala destra.

## Carriera

### Club
Dopo aver giocato nelle giovanili dello Sheffield Weds esordisce in prima squadra con gli Owls (e più in generale tra i professionisti) all'età di 20 anni, durante la stagione 1965-1966, subentrando dalla panchina in un incontro di campionato contro il Sunderland il 23 ottobre 1965, diventando nella circostanza anche il primo giocatore nella storia dello Sheffield Wednesday ad essere sceso in campo in un incontro ufficiale subentrando dalla panchina; in generale, durante la sua prima stagione da professionsita Ford ricopre fin da subito un ruolo da protagonista: dopo l'esordio gioca infatti altre 18 partite in prima divisione, tutte da titolare, e segna 10 reti, a cui aggiunge anche 5 presenze e 4 reti in FA Cup, competizione in cui la sua squadra è finalista perdente. Nella stagione 1966-1967 ricopre un ruolo ancora maggiore, diventando uno dei punti fermi della formazione titolare del club: oltre a segnare una rete in 4 presenze in FA Cup, segna infatti 14 reti in 40 partite di campionato, tutte giocate da titolare, e si guadagna anche un posto nella nazionale inglese Under-23, nella quale durante questa stagione gioca 2 partite. L'anno seguente, a causa di un grave incidente automobilistico rimane fermo per molti mesi, riuscendo comunque a segnare 3 gol in 16 partite di campionato; torna poi a ricoprire un ruolo più importante nella stagione 1968-1969, nella quale segna 3 gol in 29 partite di campionato, gioca una partita in FA Cup e segna un gol nella sua unica presenza stagionale in Coppa di Lega. nel dicembre del 1969, dopo aver segnato un'ulteriore rete in 14 partite con lo Sheffield Wednesday, viene ceduto al Newcastle Utd, altro club di prima divisione, lasciando così dopo nove anni (giovanili incluse) il club della sua città natale, con cui ha totalizzato complessivamente 135 presenze e 37 reti tra tutte le competizioni ufficiali.
La permanenza di Ford al Newcastle dura complessivamente 14 mesi, ovvero dal dicembre del 1969 al gennaio del 1971: durante questo periodo totalizza complessivamente 26 presenze e 3 reti in partite di campionato; viene poi ceduto allo Sheffield Utd, con cui gioca per una stagione e mezzo sempre in prima divisione, segnando in totale 2 gol in 27 partite di campionato. Nell'estate del 1973 si trasferisce poi all'Halifax Town, club di quarta divisione, con cui trascorre gli ultimi anni di carriera fino al ritiro, nel 1976, all'età di 33 anni, segnando ulteriori 6 reti in 85 partite di campionato.
In carriera ha totalizzato complessivamente 260 presenze e 42 reti nei campionati della Football League, tutte in prima divisione ad eccezione di quelle nel triennio finale di carriera all'Halifax Town.

### Nazionale
Nel 1967 ha giocato 2 partite con la maglia della nazionale inglese Under-23.